# Erik Edelfelt
Erik Edelfelt (smeknamn Kiki), född 23 november 1888 i Helsingfors, död 16 maj 1910 i Montpellier, var enda barn till den finländska konstnären Albert Edelfelt och hans hustru Ellan de la Chapelle samt ett återkommande motiv i flera av Edelfelts tavlor.
Erik Edelfelt växte upp i Finland och gick Nya Svenska Läroverket (Lärkan) i Helsingfors. Pä grund av faderns konstnärsarbete besökte han ofta Frankrike, lärde sig franska och fick ett umgänge i Paris. I och med sjukdom tillbringade han en stor del av sin barndom på sanatorier i Schweiz och Italien. Han dog ung och barnlös som 21-åring i maj 1910 i Montpellier och är begraven i Sandudds begravningsplats där han delar gravsten med fadern Albert.

## Porträtt

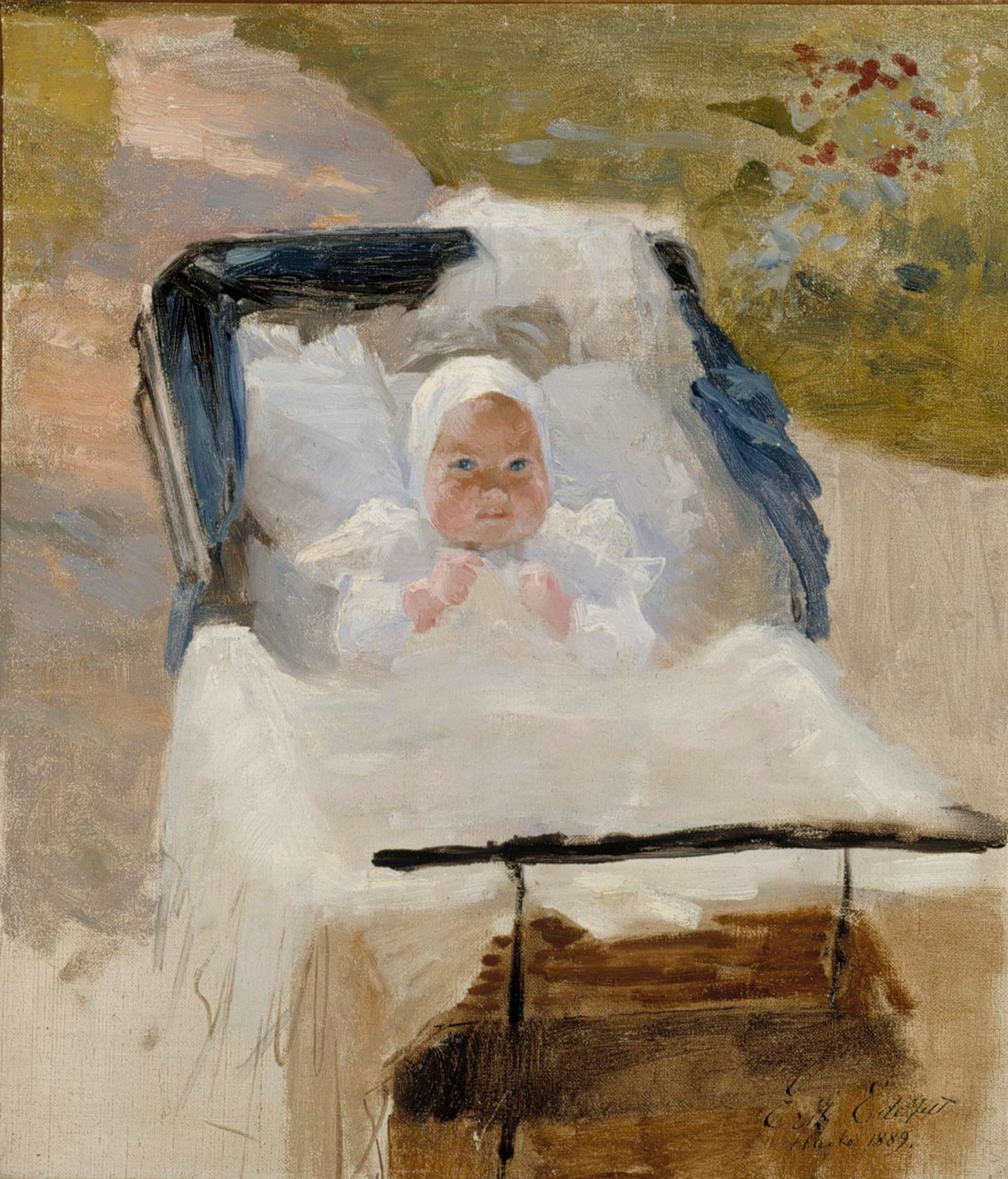
Konstnären son i barnvagn
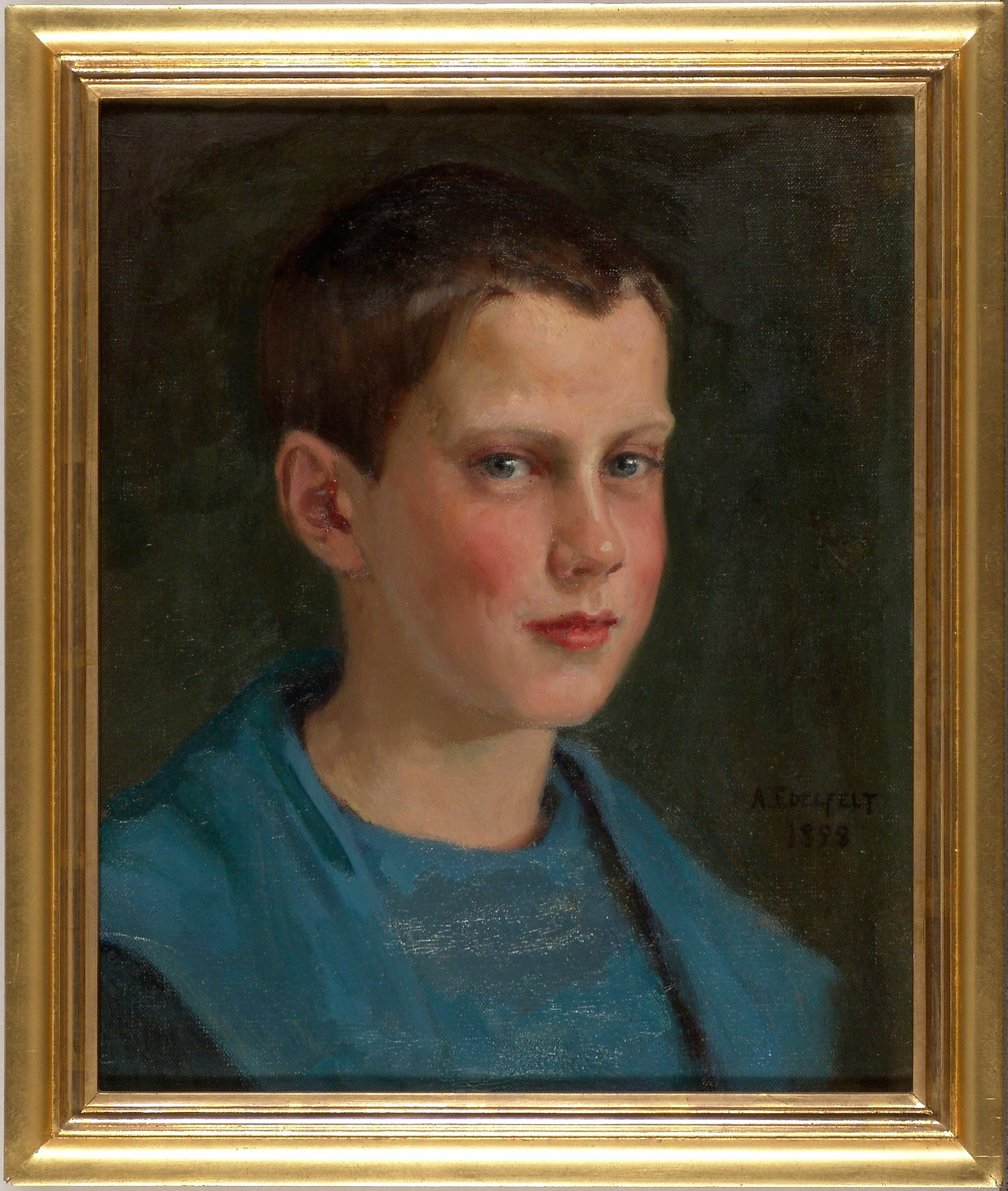
Barnporträtt av Erik Edelfelt
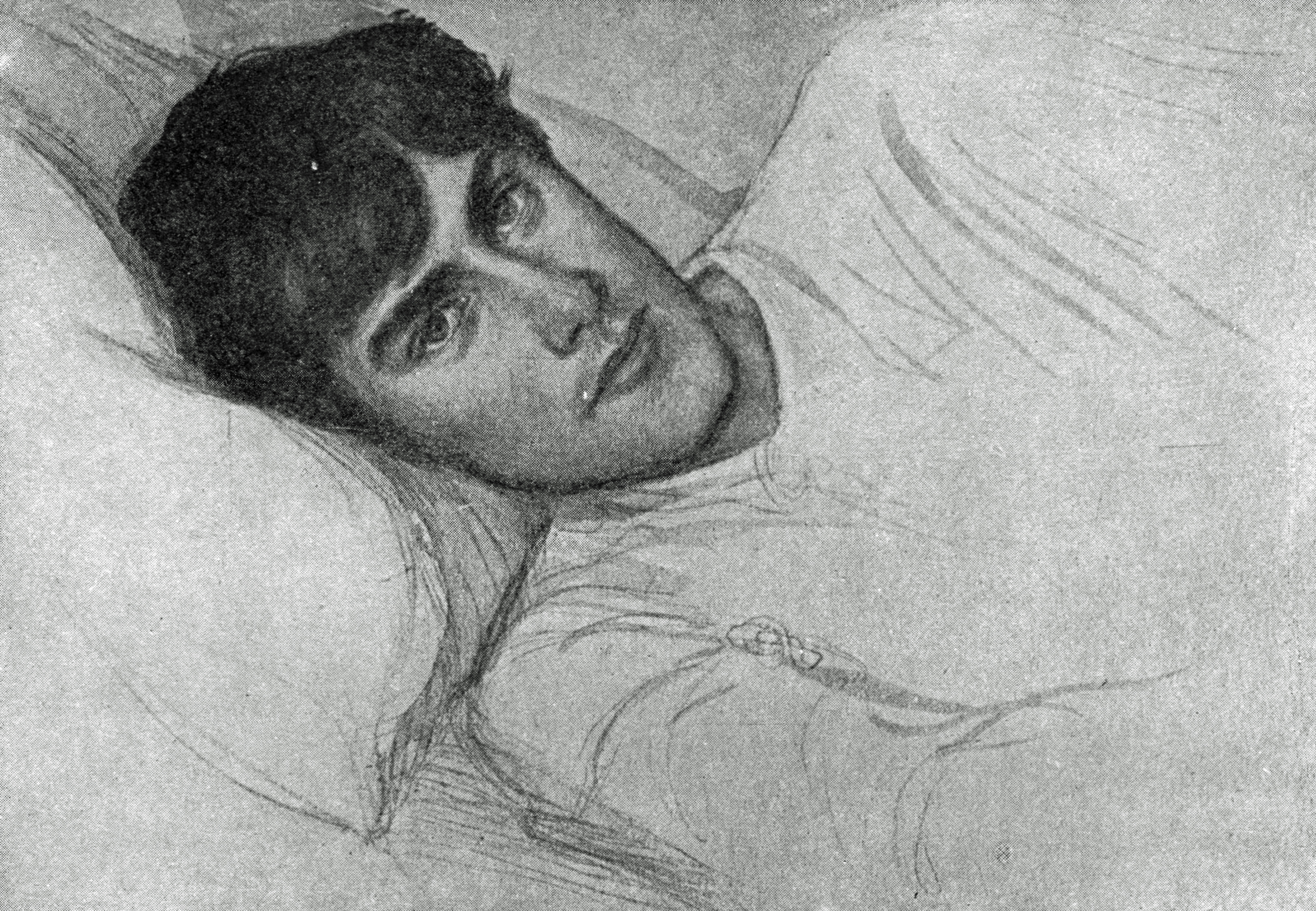
Erik Edelfelt på sjukbädden